# Spada di San Venceslao

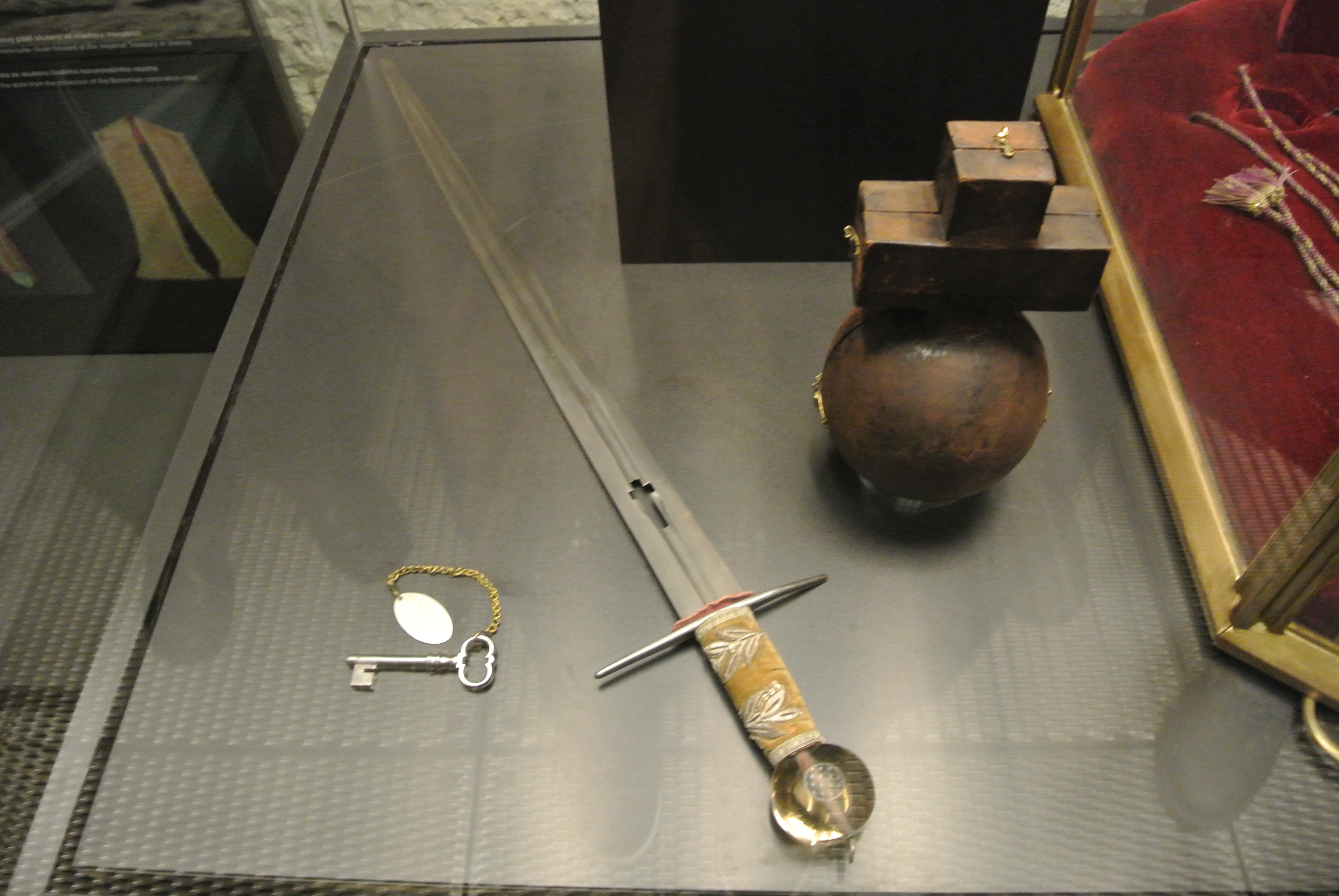
Spada di San Venceslao nel Castello di Praga, una delle chiavi della camera dei gioielli e dei gioielli della corona di Boemia.

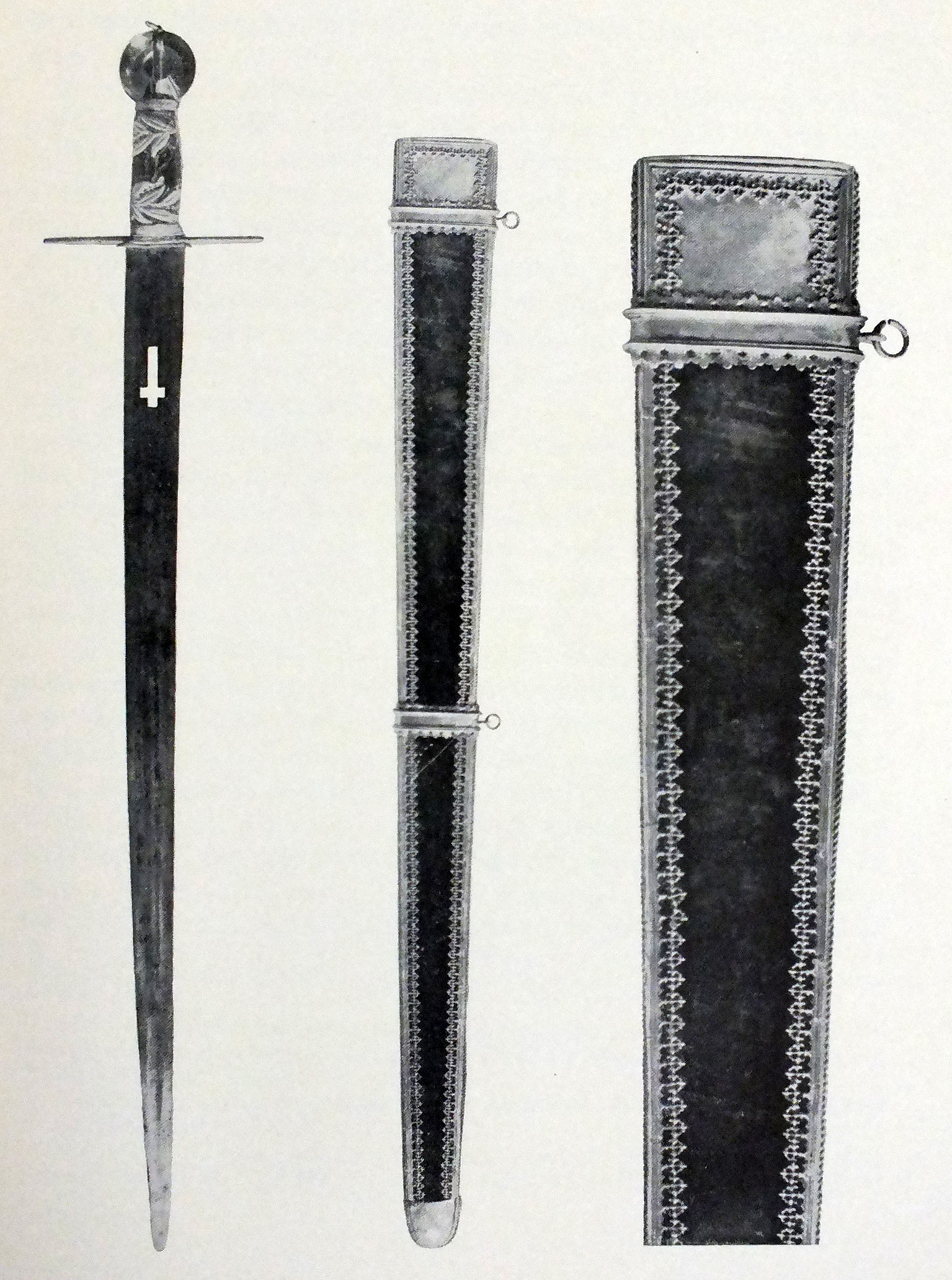
La spada e il fodero

La Spada di San Venceslao o Spada dell'Incoronazione è una spada cerimoniale utilizzata nel Regno di Boemia durante le cerimonie di incoronazione a Praga. La lama della spada risale al X secolo, ai tempi di San Venceslao. Insieme alla Croce dell'Incoronazione è considerata parte dei Gioielli della Corona Boema. A differenza dei gioielli della corona propria, la spada e la croce sono esposte permanentemente come parte del Tesoro della Cattedrale di San Vito nella Cappella della Santa Croce al castello di Praga.

## Storia
Fino al XIX secolo si riteneva che la spada fosse un'arma autentica utilizzata dal duca Venceslao nel X secolo. Più tardi, la spada fu considerata gotica, realizzata nel XIV secolo probabilmente da Carlo IV che creò la nuova corona cerimoniale, che era anche dedicata al santo patrono ceco, San Venceslao. Tuttavia, un recente esame tecnologico dettagliato della spada ha confermato che la lama della spada fu fabbricata nell'alto medioevo (probabilmente nel X secolo) e che quindi la spada poteva davvero essere appartenuta a San Venceslao. La croce sulla lama fu probabilmente realizzata nel tardo medioevo e la guardia e il pomolo furono aggiunti forse nel XIII secolo. Nel tesoro della Cattedrale di San Vito sono conservati anche un elmetto e una cotta di maglia, che molto probabilmente costituiscono l'armatura originale di Venceslao.
La spada fu menzionata per la prima volta nel 1333 negli articoli dell'inventario del Tesoro della Cattedrale di San Vito. Non è chiaro quando la spada fu usata per la prima volta durante le incoronazioni, ma nell'incoronazione Ordo scritta da Carlo IV (forse nel 1347), la spada ebbe già il suo ruolo cerimoniale. La spada fu portata dal supremo maresciallo del Regno di Boemia di fronte al re, accanto agli altri gioielli della corona nella processione cerimoniale verso l'altare maggiore della cattedrale di Praga. Prima che il re fosse incoronato, gli fu data la spada benedetta e dopo l'incoronazione stessa, la spada fu usata allo scopo di concedere la nomina di cavalieri al termine della messa di incoronazione.

## Descrizione
La lunghezza della lama di ferro è di 76 cm, nel punto più largo è di 45 mm e presenta un foro strappato a forma di croce (45 x 20 mm). Il manico in legno è rivestito in tessuto marrone-giallo e velluto ricamato con l'ornamento di ramoscelli di alloro con spesso filo d'argento.